# Plošina Bihé
Plošina Bihé (také plošina Bié) je rozlehlá náhorní plošina v jihozápadní Africe, v centrální části Angoly. Leží v nadmořské výšce 1 500 až 1 800 m. Bihé je pramennou oblastí jedenácti velkých afrických řek, např. Cuanzy, Cunene nebo Cuando. Z plošiny se zvedá nejvyšší hora Angoly Serra Moco (2 620 m). Na západě Bihé příkře klesá k Atlantskému oceánu a řeky zde vytvářejí až 100 m vysoké vodopády.